# Legislativversammlung von Mato Grosso do Sul
Die Legislativversammlung von Mato Grosso do Sul, amtlich portugiesisch Assembleia Legislativa do Estado do Mato Grosso do Sul (ALMS), ist das oberste gesetzgebende Organ des brasilianischen Bundesstaats Mato Grosso do Sul.
Der Sitz befindet sich im Parlamentsgebäude Palácio Guaicurus an der Avenida  Desembargador José Nunes da Cunha Jardim Veraneio, Parque dos Poderes, Bloco 09 in Campo Grande. Das Einkammerparlament besteht aus 24 nach Verhältniswahlrecht gewählten Abgeordneten, den deputados estaduais, die auf vier Jahre gewählt werden, zuletzt bei den Parlamentswahlen im Rahmen der Wahlen in Brasilien 2018. Die Arbeit des Parlaments wird durch 16 Ständige Kommissionen unterstützt.
Aktuell ist nach der Parlamentswahl in Mato Grosso do Sul 2018 die 11. Legislaturperiode für den Zeitraum 2019 bis 2023, für die Paulo Corrêa (PSDB) zum Präsidenten des Parlaments ab 1. Februar 2019 gewählt wurde. 

## Legislaturperioden
- 01. Legislaturperiode: 1979–1983
- 02. Legislaturperiode: 1983–1987
- 03. Legislaturperiode: 1987–1991
- 04. Legislaturperiode: 1991–1995
- 05. Legislaturperiode: 1995–1999
- 06. Legislaturperiode: 1999–2003
- 07. Legislaturperiode: 2003–2007
- 08. Legislaturperiode: 2007–2011
- 09. Legislaturperiode: 2011–2015
- 10. Legislaturperiode: 2015–2019
- 11. Legislaturperiode: 2019–2023